# Bartonella
Bartonella è l'unico genere di Batteri Gram-negativi appartenenti alla famiglia delle Bartonellaceae. Sono note almeno otto specie o sottospecie di Bartonella patogene per l'uomo, delle quali le più importanti sono Bartonella bacilliformis, agente eziologico della Febbre di Oroya, Bartonella henselae, che causa la cosiddetta "malattia da graffio di gatto", e la Bartonella quintana agente eziologico della "febbre delle trincee" o febbre quintana. Sono patogeni intracellulari facoltativi e sono considerati principalmente patogeni opportunisti. Le specie di Bartonella necessitano di un vettore per la trasmissione, generalmente si tratta di pulci, zecche, flebotomi e zanzare.

## Storia
Le specie di Bartonella sono patogeni umani da migliaia di anni, come fu dimostrato grazie al ritrovamento del DNA di Bartonella quintana in un dente umano vecchio di Quattromila anni.

## Caratteristiche
Le bartonelle sono parassiti intracellulari, Gram-negativi, di forma bacillare, aerobi, perlopiù immobili con l'eccezione di B. bacilliformis che presenta un ciuffo di flagelli a un polo della cellula. Crescono bene in terreni di coltura arricchiti con il 5-10 % di sangue di montone o coniglio, e necessitano di un'incubazione in presenza del 5% di anidride carbonica.
Il meccanismo dell'azione patogena di questo batterio è ancora poco noto, tuttavia si ritiene correlato alla lesione delle cellule che vengono parassitate, ovvero emazie e cellule degli endoteli vascolari, con l'emissione di fattori in grado di stimolare una neo-angiogenesi patologica.
Le infezioni da Bartonelle sono trasmesse solitamente dalla puntura di artropodi ematofagi, per quanto riguarda le specie B. bacilliformis e B. quintana, mentre la B. henselae comporta una inoculazione transcutanea del batterio in seguito ad un trauma (il graffio di un gatto).